# Apidomek
Apidomek (z latinského apis = včela), též včelí domek či dům, je zpravidla menší stavba spojující včelí úl s prostorem pro pobyt lidí. Užívá se pro apiterapii, druh alternativní medicíny využívající včely a jejich působení na lidský organismus nebo pohodu. Při pobytu v apidomku lidé využívají mikroklima panující v úlech, přicházejí do kontaktu se včelstvem, dýchají úlový vzduch, subjektivně vnímají vibrace hemžícího se hmyzu či vytvářené teplo.